# Gabriel Almirón
Víctor Jesús Guerrero Berroterán
Biografía
Víctor Jesús Guerrero Berroterán nació el 12 de noviembre de 2006 en Guatire, estado Miranda, Venezuela. Es un creador de contenido en redes sociales, conocido por su enfoque en la música salsera y el entretenimiento. Es hijo de Jennifer Berroteran y Ángel Guerrero, y tiene dos hermanos, Marivi Guerrero y Luis Ángel Guerrero. Desde una edad temprana, Víctor mostró un interés por las artes y la comunicación, lo que lo llevó a explorar el mundo del marketing y la creación de contenido digital.
Influencias y Motivaciones
Una de las mayores inspiraciones en la vida de Víctor es su madre, quien le ha brindado apoyo incondicional desde sus inicios. Además, destaca la influencia de Jesús Medina, también conocido en redes sociales como @Soyjesuaa10 en TikTok, quien ha sido una figura clave en su desarrollo personal y profesional.
Educación
Víctor es bachiller y ha complementado su formación con cursos en diversas áreas, incluyendo turismo, atención al público y marketing. Se considera una persona responsable y comprometida con sus objetivos, lo que se refleja en su enfoque en la creación de contenido.
Trayectoria en Redes Sociales
Inicio y Contenido
Víctor comenzó su carrera en redes sociales el 11 de agosto de 2024, centrándose inicialmente en videos de salsa baúl. A lo largo de su trayectoria, ha diversificado su contenido, abarcando diferentes temas de interés, pero siempre manteniendo un enfoque en la música y el entretenimiento. Su estilo único y su conexión emocional con su audiencia han sido factores clave para su crecimiento en plataformas digitales.
Logros Destacados
Uno de sus logros más notables ocurrió el 16 de octubre de 2024, cuando un video que publicó alcanzó 4,000 visualizaciones en menos de dos minutos. Este éxito inicial ayudó a impulsar su cuenta de TikTok, donde logró acumular 2,302 seguidores en menos de un día. Actualmente, Víctor cuenta con 20,700 seguidores en TikTok y 176 suscriptores en su aplicación.
Estrategia y Enfoque
Víctor utiliza TikTok como su principal plataforma de creación de contenido, reconociendo que es la red social más popular entre los jóvenes. Aprecia las herramientas que ofrece TikTok, como las métricas de visualización, comparticiones y comentarios, que le permiten entender mejor a su audiencia y optimizar su contenido. Su enfoque se centra en crear videos que sean atractivos e interesantes para el algoritmo de la plataforma.
Proyectos Futuros
Con una visión a futuro, Víctor tiene la meta de aumentar su base de seguidores y, a largo plazo, establecer una fundación de ayuda para madres necesitadas. Este proyecto refleja su deseo de retribuir a la comunidad y ayudar a quienes más lo necesitan.
Redes Sociales
Puedes seguir a Víctor Jesús Guerrero Berroterán en sus redes sociales bajo el nombre de usuario @jesuslocura12_

## Biografía
Comenzó su carrera televisiva en 1995 en TELEFE, en el programa Videomatch, conducido por Marcelo Tinelli. En los años 1999 y 2000, se desempeñó como humorista en el programa Totalmente, junto a Miguel del Sel, emitido por Canal 9.
En el año 2000 regresó a TELEFE para participar en La peluquería de Don Mateo, bajo la dirección de Gerardo Sofovich. A lo largo del año 2001, acompañó a Miguel Ángel Rodríguez en el programa Operación Rodríguez, también de Gerardo Sofovich, emitido por América TV. Ese mismo año, participó en la parodia El Gran Cuñado, emitida por TELEFE y conducida por Marcelo Tinelli.
Durante el año 2003 participa como humorista en el programa "El Show de la Tarde", conducido por Marley y Florencia Peña. Luego, ese mismo año, vuelve a ser convocado por Gerardo Sofovich para "La Peluquería de los Mateos", encabezado por Pablo Granados, Pachu Peña y Fredy Villareal, donde compone su personaje "Pacotillo" con el cual adquiere fama. Desde el año 2003 alterna la actuación humorística con la de otros personajes de carácter más costumbrista o dramáticos para distintas series y plataformas. A pesar de esta intensa actividad en las pantallas, trabaja en teatro de forma ininterrumpida desde el inicio de su carrera hasta la actualidad.

## Estudios
En el año 1985 ingresa en la ENAD y cursa la carrera de Actor Nacional, regresando en el año 1990 (Escuela Nacional de Arte Dramático – ex Conservatorio Nacional; hoy Universidad Nacional de las Artes). 
En el período comprendido entre los años 1985 y 1993, toma cursos especializados en clown liderados por Guillermo Angelelli, integrante de "El Club del Clown"; Técnica Actoral a cargo de Julian Howard, integrante de "Los Volatineros", grupo de Teatro Callejero. Toma clases de match de Improvisación dictado por el maestro francés, Claude Bazin, quien antes de su regreso a Francia crea en Argentina el LIRA, el que integra junto a Mosquito Sancineto, Ricky Behrens y Eduardo Calvo entre otros. (Liga de Improvisación de la República Argentina) 
Estudia Interpretación y Análisis de Texto dictado por Susana Toledo y hace entrenamiento actoral con Agustín Alezzo.

## Televisión
- "Videomatch" - Telefe (1995 a 1999)
- "Totalmente" - Canal 9 (1999)
- "La Peluquería de Don Mateo" - Telefe (1999)
- "Operación Rodríguez" - América TV (1999)
- "La Movida del Verano" de Juan Alberto Mateyko - Telefe (2000)
- "El Gran Cuñado" - Telefe (2001)
- "El Show de la Tarde" - Telefe (2002)
- "La Peluquería de los Mateos" - Canal 9 (2003 a 2004)
- "Doble Vida" (Ficción) - América TV (2005)
- "Numeral 15" (Ficción) - Telefe (2005)
- "Doble venganza" (Ficción) - Canal 9 (2006)
- "Socias" (Ficción) - Canal 13 (Pol-ka, 2008)
- "Vidas Robadas" (Ficción) - Telefe (2008)
- "Valientes" (Ficción) - Canal 13 (Pol-ka, 2009)
- "El Puntero" (Ficción) - Canal 13 (Pol-ka, 2011)
- "El Hombre de Tu Vida" (Ficción) - Telefe (2011)
- "Condicionados" (Ficción) - Canal 13 (Pol-ka, 2012)
- "La Fragilidad de los Cuerpos" (Ficción) - Canal 13 (Pol-ka, 2017)
- "Sandro de América" (Ficción) - Telefe (2018)
- "Un Gallo para Esculapio" (Ficción) - Telefe (2018)
- "PPT" (Periodístico-Sketch) - Canal 13 (2018)
- "Un Gallo para Esculapio 2" (Ficción) - TNT (2019)
- "PPT" (Periodístico-Sketch) - Canal 13 (2019)
- "El Tigre Verón" (Ficción) - Canal 13 (Pol-ka, 2020)
- "La 1-5/18 Somos Uno" (Ficción) - Canal 13 (Pol-ka, 2021)
- "Días de Gallo 2" (Ficción) - HBO Max (2023)
- "Diciembre 2001" (Ficción) - Star Plus (2023)
- En el barro (Serie) - Netflix (2025) como Dr. Zárate

## Teatro
- "Coronados de Risa Vivamos" de Gerardo Sofovich (Teatro Astros - Buenos Aires, 2002)
- "Pacotillo Infantil" (Teatro Astros - Buenos Aires, 2003)
- "El Champán las Pone Mimosas" de Gerardo Sofovich (Teatro Multiteatro - Buenos Aires, 2005-2009)
- "Living a Viuda Loca" de Diego Alarcón (Teatro del Sol - Carlos Paz, 2010)
- "Sinvergüenzas" de Anthony McCarten y Stephen Sinclair (Teatro de El Ángel - Mar del Plata, 2011)
- "Deliciosamente Inmoral" de Gerardo Sofovich (Teatro Provincial - Mar del Plata, 2012)
- "4 Colas y un Funeral" de Sergio Marcos y Martín Guerra (Teatro Astros - Buenos Aires, 2012-2013)
- "Clavado en París" de Guillermo Camblor (Teatro 5 Sentidos - Mar del Plata, 2014)
- "Velada para un Loco" de Guillermo Camblor (Teatro Carreras - Mar del Plata, 2015)
- "Muertos de Risa" de Álex de la Iglesia, adaptación de Daniel Casablanca (Teatro Metropolitan - Buenos Aires, 2015)
- "Citas Peligrosas" de Guillermo Camblor (Gira Nacional, 2016)
- "Clavado en París" de Guillermo Camblor (Teatro Zorba - Carlos Paz, 2017)
- "El Plan" de Gaby Almirón y René Bertrand (Teatro Zorba - Carlos Paz, 2018)
- "Atrapalo" de Guillermo Camblor (Teatro La Casona - Buenos Aires, 2019)
- "30 Aniversario" de Gaby Almirón, Pablo Peppino y Andrés Vicente (Teatro El Tinglado - Buenos Aires, 2020-2021)
- "Stefano" de Armando Discépolo (Teatro La Comedia - La Plata y Teatro Auditorium de Mar del Plata, 2022-2023)
- "Bon Voyage" de Guillermo Camblor (Teatro La Comedia - La Plata, 2023)

## Filmografía
- "Felicidades" (2000)
- "Carancho" (2010)
- "Metegol" (2013)
- "Betibú" (2014)
- "Justicia Propia" (2014)
- "Madraza" (2017)
- "Todo por el Ascenso" (2019)
- "Un Crack" (2020)
- "Los Bastardos" (2023)

## Obras Escritas
- “COMPLICADOS”– Comedia protagonizada por Miguel Del Sel, Matias Santoianni, Pichu Straneo.
- “EL PLAN” – Comedia dramática protagonizada por René Bertrand, Gaby Almiron, Claudia Ciardone y Adriana Mendoza
- “MI SUEGRA O YO” – Comedia protagonizada por María Rosa Fugazot, Alberto Martín, Matías Santoianni, Adriana Brodsky, Silvana García, Kitty Locane.
- “30 ANIVERSARIO” – Comedia dramática protagonizada por Gaby Almiron, Andrés Vicente, Daniela Niremberg y Rosario García Coni.

## Premios y Nominaciones
- 2018 - Premio "CARLOS", rubro MEJOR ACTOR DE REPARTO”
- 2019 - Premio "CARLOS", rubro “MEJOR LIBRO”
- 2019 - Premio "CARLOS", rubro “MEJOR COMEDIA DRAMÁTICA”
- 2019 - Premio "CARLOS", rubro “CARLOS DE PLATA A LA OBRA DE LA TEMPORADA”

### Nominaciones
- 2004 - NOMINADO A LOS PREMIOS “MARTIN FIERRO” RUBRO “REVELACIÓN”
- 2021 – NOMINADO A LOS PREMIOS “ACE” RUBRO “MEJOR COMEDIA DRAMÁTICA”

- Datos: Q28100330
- Multimedia: Gabriel Almiron / Q28100330